# Danuta Dziawgo
Danuta Maria Dziawgo z domu Lenser (ur. 3 października 1969 w Gniewie) – polska ekonomistka, zajmująca się finansami, rachunkowością finansową, rynkiem finansowym i rynkiem papierów wartościowych.

## Życiorys
W 1988 roku ukończyła Liceum Ekonomiczne w Toruniu. Następnie podjęła studia ekonomiczne na Uniwersytecie Mikołaja Kopernika w Toruniu, które ukończyła w roku 1993. Cztery lata później obroniła rozprawę doktorską pt. Ryzyko inwestycyjne dłużnych papierów wartościowych na międzynarodowym rynku finansowym (ocena i klasyfikacja). W 2004 roku uzyskała habilitację za pracę zatytułowaną Stowarzyszenia indywidualnych inwestorów i kluby inwestycyjne na rynku papierów wartościowych. Obecnie piastuje funkcję profesora UMK w Katedrze Rachunkowości Wydziału Nauk Ekonomicznych i Zarządzania UMK. W 2012 roku została wybrana prorektorem ds. ekonomicznych i rozwoju. W tym samym roku, 3 lipca uzyskała tytuł profesora zwyczajnego.
Od 2004 roku jest członkinią Polskiego Stowarzyszenia Finansowego i Bankowości oraz wiceprezesem Państwowego Instytutu Relacji Inwestorskich. Odbywała staże naukowe w Uniwersytecie w Aarhus (1997), Helsinki School of Economics (1997-1998) i Nottingham Trent University (2003).